# Jeff Franklin
Pour les articles homonymes, voir Franklin.
Jeffrey Alan "Jeff" Franklin est un producteur de télévision, écrivain et scénariste américain né le 21 janvier 1955 à Inglewood (Californie). Il est connu pour avoir écrit La Fête à la maison et pour avoir produit Stuart Little.

## Filmographie
- 1984 : Young Hearts, téléfilm de Tony Mordente (scénario)